# Дренування (гірництво)
Дренування (англ. draining, нім. Dränieren n) — дія, технологічна операція зневоднення корисних копалин та продуктів їх збагачування шляхом вільного стікання вологи. Дренування дозволяє видалити тільки зовнішню, так звану гравітаційну вологу. Дренування бере участь в зневоднюванні продуктів збагачення на грохотах.
Дренування здійснюється на дренажних складах, зневоднювальних бункерах, елеваторах і грохотах.

## Загальні основи
Згідно із законом Дарсі швидкість фільтрації виражається залежністю (застосуємо для ламінарної течії води в порах фільтрувального середовища):
 V = kf·J
де V — швидкість фільтрації, м/с; kf — коефіцієнт фільтрації, м/с; J — гідравлічний градієнт.
Коефіцієнт фільтрації в даному випадку характеризує властивості середовища і рідини (пористість, форму пор, розташування рідини, в'язкість). Фільтрувальні властивості середовища характеризуються його проникністю С .
Коефіцієнт фільтрації kf (м/с) може бути представлено у вигляді:
kf  = С·γ/μ
де γ — густина рідини, кг/м3; μ — в'язкість рідини, Па•с.
Характер руху рідини визначається числом Рейнольдса. Для зневоднення характерний спочатку перехідний режим руху води, а потім через деякий проміжок часу — ламінарний. Тому об'єм дренуючої води змінюється в часі нерівномірно. У початковий період зневоднення спостерігається найбільш інтенсивна фільтрація води, а потім об'єм відфільтрованої води зменшується. Об'єм дренуючої води залежить від крупності зневоднюваного матеріалу, його змочуваності, тиску рідини і часу зневоднення.
Найефективніше вода фільтрується між частинками крупністю більше 0,4 мм. Наявність в продуктах частинок менше 0,2 мм, різко знижує швидкість фільтрації води.

## Зневоднення на дренажних складах
Див. також Дренажний склад

Дренажний концентратний склад 1 — завантажувальні конвеєри; 2 — штабель; 3 — грейферний кран; 4 — вагон; 5 — пересувний розвантажувальний конус; 6 — розвантажувальний конвеєр.

Зневоднення на дренажних складах застосовується для матеріалів крупністю до 200 мм. Вода фільтрується по проміжках між зернами матеріалу.
Дренажний склад являє собою залізобетонну споруду великої ємності. Підлога складу має нахил у напрямку дренажних канав, що проходять по всій довжині складу. В ряді випадків підлога робиться з крупного булижнику (дренувальний шар) на підстилці з піску. Вода, що стікає при дренуванні, направляється у відстійники або в басейн — сховище відходів.
Для укладання вихідного матеріалу у штабелі і наступного завантаження зневодненого продукту у залізничні вагони склад обладнується грейферним краном.
Ефективність зневоднення на дренажних складах залежить від крупності продукту, висоти штабелю, наявності дренувального шару, способу укладання і змочуваності матеріалу, а також від тривалості зневоднення. На дренажних складах матеріал звичайно витримують від 6 до 24 год. Вологість зневодненого продукту становить 9 –16 % при початковій вологості 20 — 30 %.

## Зневоднення у бункерах
Див. також Дренажні бункери

Схема зневоднювального бункера.
1 — бункерна чарунка;
2 — перфорований шибер;
3 — лоток;
4 — піддон.

Зневоднення у бункерах застосовується для крупнозернистих продуктів, з яких попередньо видалена основна маса води на ситах, грохотах і елеваторах.
Зневоднювальні бункери складаються з прямокутних чарунок, кожна з яких являє собою прямокутну ємність з пірамідальним днищем.
Вихідний отвір чарунки перекритий перфорованим шибером, під яким знаходяться нахилений піддон і лоток для відводу води.
Зневоднення в бункерах — процес циклічний. Вологий продукт завантажується у чарунку і залежно від крупності зневоднюється там протягом 4 — 20 год. Вода під дією сил ваги стікає у нижню частину чарунки, проходить через отвори перфорованого шибера і по похилому піддону надходить у лоток для відведення дренажних вод.
Ефективність зневоднення в бункерах залежить від властивостей вихідного продукту (крупність, змочуваність), висоти бункера, конструкції дренажного пристрою та інших факторів.

## Зневоднювальні елеватори
Див. також Зневоднювальні елеватори

Схема ковшової стрічки зневоднювального елеватора.
1 — тяговий ланцюг; 2 — ківш; 3 — піддон.

Зневоднювальні елеватори застосовують у першій стадії зневоднення грудкових і зернистих продуктів. Зневоднення матеріалу відбувається при транспортуванні його з класифікаторів, багер-зумпфів, відсаджувальних машин, шлюзів, шнекових сепараторів.
Зневоднювальний елеватор складається з двох тягових ланцюгів з прикріпленими до них перфорованими ковшами. При русі ланцюгів ковші біля нижньої зірочки елеватора зачерпують матеріал і транспортують його до верхньої зірочки. Передня стінка ковша — перфорована, а бокові суцільні. Процес зневоднення починається після того, як навантажений ківш підніметься над рівнем води, що заповнює нижню частину елеватора. Довжина зони зневоднення повинна бути не менше 4 м по вертикалі. При русі ковшів вода проходить через отвори в їх стінках і стікає у кожух елеватора.
Зневоднювальні елеватори випускають двох типів: з розосередженим — ЕО і з зосередженим кріпленням ковшів — ЕОС. Для попередження стоку води з верхнього ковша у нижній елеватори з розосередженим кріпленням ковшів установлюють під кутом нахилу 60-70º, в елеваторах із зосередженим кріпленням ковшів, які встановлюють під кутом нахилу до 75°, передбачений піддон 3.
Ефективність зневоднення в елеваторах залежить від крупності продуктів, що зневоднюються, висоти зневоднювальної частини елеватора над рівнем води, швидкості переміщення ковшів і вмісту твердого у зливі. Кінцева вологість зневоднених продуктів становить від 10 до 25 %.

## Зневоднення на грохотах
Див. також Зневоднення на грохотах
На грохотах зневоднюють матеріали різної крупності, а також шлами. Для цього використовуються грохоти різних конструкцій з рухомою і нерухомою поверхнею (ГІСЛ, ГК, СДО). Процес відділення води відбувається при проходженні матеріалу по ситу. При цьому на рухомих грохотах матеріал безперервно струшується і розпушується, тому процес зневоднення на них проходить інтенсивніше, ніж на нерухомих. На зневоднювальних грохотах використовують щілинні сита з розміром щілин 0,25; 0,5; 0,75 і 1 мм. Розмір щілини сита вибирається залежно від крупності матеріалу, що зневоднюється. Процес зневоднення на грохотах можна розділити на два етапи. На першому етапі здійснюється попереднє зневоднення, що відбувається на 25–30 % просіюючої поверхні грохота (по довжині). При цьому тверда фаза осаджується на поверхні сита, а основна маса води видаляється через шар матеріалу і щілини сита. На другому етапі відбувається розпушування і згущення осаду, внаслідок чого розриваються капіляри і капілярна волога видаляється відносно легше. Позитивно на якісні показники процесу впливає ополіскування матеріалу, що переміщується по грохоту, чистою водою. При ополіскуванні вологість зневодненого продукту знижується на 1– 2 % за рахунок видалення з поверхні продукту дрібних мулистих частинок, які добре утримують вологу.
При зневодненні на грохотах кінцева вологість продукту складає від 7 до 20 % і залежить від його крупності і фізичних властивостей, довжини сит, розміру їх отворів та інтенсивності струшувань матеріалу.